# General Practitioner Assessment of Cognition
La General Practitioner Assessment of Cognition (abreviat com GPCOG o GPCog) que es podria traduir per avaluació del metge de capçalera de la cognició és una prova de cribratge breu per al deteriorament cognitiu introduïda per Brodaty et al. l'any 2002. Va ser desenvolupat específicament per a l'ús en l'àmbit d'atenció primària.

## La prova
La GPCOG consisteix tant en una prova cognitiva del pacient com en una entrevista a un informant per augmentar el poder predictiu. Les dues parts es poden puntuar per separat, juntes o seqüencialment.
La prova cognitiva inclou nou ítems: (1) orientació temporal, dibuix del rellotge: (2) numeració i espai, així com (3) col·locació correcta de les mans, (4) coneixement d'una notícia actual i record d'un nom i una adreça (5) nom, (6) cognom, (7) número, (8) carrer i (9) barri). Cada resposta correcta és vàlida d'un punt que condueix a una puntuació màxima de 9 (menys punts indiquen més deteriorament).
L'entrevista a l'informant fa sis preguntes històriques d'un informant/parent que coneix bé el pacient. Se li demana que compari la funció actual del pacient amb el seu rendiment fa uns anys. Les àrees que es cobreixen a l'entrevista a l'informant inclouen la memòria, les dificultats per trobar paraules, els problemes per gestionar les finances, les dificultats per gestionar la medicació de manera independent i la necessitat d'ajuda amb el transport. A l'Institut Català de la Salut s'utilitza només aquesta part i la primera part és substituïda pel test Minimental.
L'administració del GPCOG triga menys de quatre minuts per a la prova cognitiva i menys de dos minuts per a l'entrevista amb l'informant, per la qual cosa és una eina de cribratge molt breu i fàcil d'utilitzar.